# Andrea Cupi
Andrea Cupi (* 27. Januar 1976 in Frascati, Italien) ist ein italienischer Fußballspieler. Seine gesamte bisherige Profikarriere verbrachte er in Italien.

## Karriere
Cupi begann seine Karriere 1994 beim italienischen Hauptstadtklub AS Rom. In zwei Jahren schaffte es der Defensivspieler aber nicht sich für die Serie-A-Mannschaft zu empfehlen. Im Sommer 1996 zog es Cupi zum unterklassigen Stadtkonkurrenten Cisco Calcio Roma. Dort kam er schließlich zu seinen ersten Profieinsätzen. nach nur einem Jahr zog es des Verteidiger zu Carpi FC. Beim Serie C-Klub schaffte Cupi den Aufstieg zum Stammspieler und zeigte gute Leistungen. Schließlich verpflichtete ihn zur Folgesaison der FC Empoli, wo er 1998/99 erstklassig spielte. Mit ihm wurde der Australier Vince Grella und der Uruguayer Marcelo Zalayeta verpflichtet. Als Ziel wurde der Klassenerhalt ausgegeben. Dies schaffte Empoli nicht und als Tabellenletzter ging es in die Serie B. Cupi blieb dem Klub treu und spielte für diese bis 2005. In der zweiten italienischen Spielklasse versuchte man in den Folgejahren stetig einen Aufstiegsplatz zu erreichen. Dies gelang dann erst nach Ablauf des Spieljahres 2001/02. Mit Rang 13 sicherte sich der FCE den Klassenerhalt im ersten Jahr nach der Rückkehr, doch bereits im Sommer 2004 folgte der erneute Gang in Liga zwei. Cupi blieb eine weitere Saison und erspielte mit seinem Team Rang 1 in der Endabrechnung, so der sofortige Wiederaufstieg perfekt gemacht wurde. Wegen seines auslaufenden Vertrages blieb Cupi ab Sommer 2005 bis Dezember vereinslos. Erst zur Winterpause folgte eine Vertragsunterschrift bei SSC Neapel, der zu dieser Zeit nur drittklassig war. Mit den SSC feierte Cupi den Gewinn der Serie C1 B. Anschließend schaffte das Team den Durchmarsch und stieg als Tabellenzweiter hinter Juventus Turin direkt in die Serie A auf. Dort qualifizierte sich der Klub auf Anhieb für den UEFA Intertoto Cup 2008. Cupi transferierte dann im Sommer des Jahres wieder zum FC Empoli, der 2007/08 als Absteiger in die zweite Liga ging. Mit Rang 5 qualifizierte sich die Mannschaft für die Play-Offs-Runde um einen Aufstiegsplatz, welchen das Team aber verpasste. Seit Ablauf der Spielzeit 2009/11 ist Cupi wieder vereinslos.

## Erfolge
- Aufstieg in die Serie A mit FC Empoli: 2002
- Gewinn der Serie B mit FC Empoli: 2005
- Gewinn der Serie C1 B mit SSC Neapel: 2006
- Aufstieg in die Serie A mit SSC Neapel: 2007